# بيدرو دي جامبوا
بيدرو سارمينتو دي جامبوا ‏ (1512 في بيسكاي - 1552 ) مقاول عام وخبير إسباني طور جزءًا من عمله في الأمريكتين. وهو ابن كل من خوان جامبوا وماريا إيريارتي. وصل إلى تشيلي في بعثة بيدرو دي بالديبيا إلى تشيلي بصفته خبيرًا ومصممًا، حيث صمم مدينة سانتياجو بشكل رقعة الشطرنج في عام 1541. وكان صديقًا لإينيس سواريث، أول امرأة إسبانية وصلت إلى تشيلي واستقرت في سانتياجو. سبد ذو الأجنحة الشريطية